# Seznam ameriških geodetov
Seznam ameriških geodetov.

## A
- Jacob Ammen (1807 - 1894)

## B
- Benjamin Banneker (1731 - 1806)
- Daniel Brodhead IV. (1736 - 1809)

## C
- Richard Caswell
- Verplanck Colvin

## H
- John Fillmore Hayford

## J
- Ernest Lester Jones

## M
- George Brinton McClellan

## P
- Charles Sanders Peirce

## S
- Arthur St. Clair

## T
- Absalom Tatom
- Sidney Dean Townley
- John Randolph Tucker

## W
- Anthony Wayne